# Partecipanti al Münsterland Giro 2024
Elenco dei partecipanti al Münsterland Giro 2024.
Il Münsterland Giro 2024 è stato la diciottesima edizione della corsa. Alla competizione presero parte 23 squadre: 10 con licenza UCI World Tour 2024, 9 UCI ProTeam e 4 UCI Continental Team.
Partenza con 150 ciclisti accreditati.

## Corridori per squadra
Nota: R ritirato, NP non partito, FT fuori tempo, SQ squalificato
| Team Visma-Lease a Bike          | Team Visma-Lease a Bike          | Team Visma-Lease a Bike          | Red Bull-Bora-Hansgrohe       | Red Bull-Bora-Hansgrohe       | Red Bull-Bora-Hansgrohe       | Alpecin-Deceuninck        | Alpecin-Deceuninck        | Alpecin-Deceuninck        |
| -------------------------------- | -------------------------------- | -------------------------------- | ----------------------------- | ----------------------------- | ----------------------------- | ------------------------- | ------------------------- | ------------------------- |
| N°                               | Ciclista                         | Clas.                            | N°                            | Ciclista                      | Clas.                         | N°                        | Ciclista                  | Clas.                     |
| 1                                | Per Strand Hagenes               | 26°                              | 11                            | Jonas Koch                    | 95°                           | 21                        | Jasper Philipsen          | 1°                        |
| 2                                | Christophe Laporte               | 42°                              | 13                            | Patrick Gamper                | 119°                          | 22                        | Maurice Ballerstedt       | 47°                       |
| 3                                | Edoardo Affini                   | 39°                              | 14                            | Marco Haller                  | 97°                           | 23                        | Ramses Debruyne           | 113°                      |
| 4                                | Jesse Kramer                     | 36°                              | 15                            | Luis-Joe Lührs                | 66°                           | 24                        | Edward Planckaert         | 31°                       |
| 5                                | Colby Simmons                    | 45°                              | 16                            | Jordi Meeus                   | 2°                            | 25                        | Jonas Rickaert            | 85°                       |
| 6                                | Tosh Van Der Sande               | 111°                             | 17                            | Danny van Poppel              | 6°                            | 26                        | Henri Uhlig               | 104°                      |
| 7                                | Julien Vermote                   | 48°                              |                               |                               |                               | 27                        | F. Van Den Bossche        | 98°                       |
| Arkéa-B&B Hotels                 | Arkéa-B&B Hotels                 | Arkéa-B&B Hotels                 | Cofidis                       | Cofidis                       | Cofidis                       | Intermarché-Wanty         | Intermarché-Wanty         | Intermarché-Wanty         |
| N°                               | Ciclista                         | Clas.                            | N°                            | Ciclista                      | Clas.                         | N°                        | Ciclista                  | Clas.                     |
| 31                               | Arnaud Démare                    | 29°                              | 41                            | Simon Geschke                 | 86°                           | 51                        | Biniam Girmay             | 4°                        |
| 32                               | David Dekker                     | R                                | 42                            | Christophe Noppe              | 35°                           | 52                        | Dries De Pooter           | 68°                       |
| 33                               | Pierre Thierry                   | 59°                              | 43                            | Stanisław Aniołkowski         | 14°                           | 53                        | Zeno Moonen               | 43°                       |
| 34                               | Thibault Guernalec               | 32°                              | 44                            | Milan Fretin                  | 3°                            | 54                        | Tom Paquot                | 115°                      |
| 35                               | Daniel McLay                     | 99°                              | 45                            | Ludovic Robeet                | 116°                          | 55                        | Baptiste Planckaert       | 67°                       |
| 36                               | Miles Scotson                    | 57°                              | 46                            | Nolann Mahoudo                | 87°                           | 56                        | Laurenz Rex               | 75°                       |
| 37                               | Florian Sénéchal                 | 71°                              | 47                            | Alexis Renard                 | 49°                           | 57                        | Mike Teunissen            | 19°                       |
| Lidl-Trek                        | Lidl-Trek                        | Lidl-Trek                        | Soudal Quick-Step             | Soudal Quick-Step             | Soudal Quick-Step             | Team DSM-Firmenich PostNL | Team DSM-Firmenich PostNL | Team DSM-Firmenich PostNL |
| N°                               | Ciclista                         | Clas.                            | N°                            | Ciclista                      | Clas.                         | N°                        | Ciclista                  | Clas.                     |
| 61                               | Martin Pedersen                  | 124°                             | 71                            | Kasper Asgreen                | R                             | 81                        | Fabio Jakobsen            | R                         |
| 62                               | Simone Consonni                  | 100°                             | 72                            | Gil Gelders                   | 37°                           | 82                        | Tim Naberman              | 60°                       |
| 63                               | Fabio Felline                    | 53°                              | 73                            | Josef Černý                   | 101°                          | 83                        | Patrick Eddy              | 25°                       |
| 64                               | Alex Kirsch                      | 74°                              | 74                            | Luke Lamperti                 | 9°                            | 84                        | Nils Eekhoff              | 8°                        |
| 65                               | Jacopo Mosca                     | 52°                              | 75                            | Pepijn Reinderink             | 34°                           | 85                        | Timo Roosen               | 128°                      |
| 66                               | Mathias Vacek                    | 61°                              | 76                            | Warre Vangheluwe              | 130°                          | 86                        | Julius van den Berg       | 30°                       |
| 67                               | Tim Torn Teutenberg              | 16°                              | 77                            | Ayco Bastiaens                | 96°                           | 87                        | Alexander Edmondson       | R                         |
| Team Jayco AlUla                 | Team Jayco AlUla                 | Team Jayco AlUla                 | Israel-Premier Tech           | Israel-Premier Tech           | Israel-Premier Tech           | Lotto Dstny               | Lotto Dstny               | Lotto Dstny               |
| N°                               | Ciclista                         | Clas.                            | N°                            | Ciclista                      | Clas.                         | N°                        | Ciclista                  | Clas.                     |
| 91                               | Max Walscheid                    | 5°                               | 101                           | Pascal Ackermann              | 7°                            | 111                       | Arnaud De Lie             | 12°                       |
| 92                               | Jan Maas                         | 40°                              | 102                           | Guillaume Boivin              | 110°                          | 112                       | Johannes Adamietz         | 62°                       |
| 94                               | Luka Mezgec                      | 84°                              | 103                           | Simon Clarke                  | 76°                           | 113                       | Jenno Berckmoes           | 46°                       |
| 95                               | Kelland O'Brien                  | 112°                             | 104                           | Michael Schwarzmann           | 54°                           | 114                       | Cédric Beullens           | 78°                       |
| 96                               | Elmar Reinders                   | 18°                              | 105                           | Jake Stewart                  | 103°                          | 115                       | Sébastien Grignard        | 94°                       |
|                                  |                                  |                                  | 106                           | Tom Van Asbroeck              | 10°                           | 116                       | Arjen Livyns              | 73°                       |
| 107                              | Ethan Vernon                     | 50°                              | 117                           | Liam Slock                    | 114°                          |                           |                           |                           |
| Q36.5 Pro Cycling Team           | Q36.5 Pro Cycling Team           | Q36.5 Pro Cycling Team           | TDT-Unibet                    | TDT-Unibet                    | TDT-Unibet                    | Team Flanders-Baloise     | Team Flanders-Baloise     | Team Flanders-Baloise     |
| N°                               | Ciclista                         | Clas.                            | N°                            | Ciclista                      | Clas.                         | N°                        | Ciclista                  | Clas.                     |
| 121                              | Xabier Azparren                  | NP                               | 131                           | Joren Bloem                   | 15°                           | 141                       | Arno Claeys               | R                         |
| 122                              | Fabio Christen                   | 20°                              | 132                           | Sebastian Nielsen             | 21°                           | 142                       | Yentl Vandevelde          | 117°                      |
| 123                              | Tobias Ludvigsson                | 44°                              | 134                           | Adrien Maire                  | 93°                           | 143                       | Lindsay De Vylder         | R                         |
| 124                              | Nicolò Parisini                  | 65°                              | 135                           | Andreas Stokbro               | 38°                           | 144                       | Gilles De Wilde           | 55°                       |
| 125                              | Nickolas Zukowsky                | 58°                              | 136                           | Abram Stockman                | 24°                           | 145                       | Vince Gerits              | 105°                      |
| 126                              | Jannik Steimle                   | 102°                             |                               |                               |                               | 146                       | Jules Hesters             | 27°                       |
| 127                              | Rory Townsend                    | 28°                              | 147                           | Noah Vandenbranden            | R                             |                           |                           |                           |
| Team Novo Nordisk                | Team Novo Nordisk                | Team Novo Nordisk                | TotalEnergies                 | TotalEnergies                 | TotalEnergies                 | Tudor Pro Cycling Team    | Tudor Pro Cycling Team    | Tudor Pro Cycling Team    |
| N°                               | Ciclista                         | Clas.                            | N°                            | Ciclista                      | Clas.                         | N°                        | Ciclista                  | Clas.                     |
| 151                              | Declan Irvine                    | 118°                             | 161                           | Lucas Boniface                | 90°                           | 171                       | Aloïs Charrin             | 109°                      |
| 152                              | Sam Brand                        | 121°                             | 162                           | Paul Ourselin                 | 123°                          | 172                       | Juan David Sierra         | 92°                       |
| 153                              | Quinten De Graeve                | R                                | 163                           | Geoffrey Soupe                | 81°                           | 173                       | Alexander Kamp            | 108°                      |
| 154                              | Matyáš Kopecký                   | 22°                              | 164                           | Baptiste Vadic                | 88°                           | 174                       | Arthur Kluckers           | 106°                      |
| 155                              | David Lozano                     | 127°                             | 165                           | Lorrenzo Manzin               | 79°                           | 175                       | Marius Mayrhofer          | 77°                       |
| 156                              | Antonio Polga                    | 120°                             | 166                           | Nicola Marcerou               | 89°                           | 176                       | Matteo Trentin            | 11°                       |
| 157                              | Filippo Ridolfo                  | 132°                             | 167                           | Jason Tesson                  | 17°                           | 177                       | Fabian Weiss              | 69°                       |
| Uno-X Mobility                   | Uno-X Mobility                   | Uno-X Mobility                   | P&S Metalltechnik Benotti     | P&S Metalltechnik Benotti     | P&S Metalltechnik Benotti     | Rad-Net Oßwald            | Rad-Net Oßwald            | Rad-Net Oßwald            |
| N°                               | Ciclista                         | Clas.                            | N°                            | Ciclista                      | Clas.                         | N°                        | Ciclista                  | Clas.                     |
| 181                              | Carl-Frederik Bévort             | 80°                              | 192                           | Albert Gathemann              | 131°                          | 201                       | Gabriel Grozev            | R                         |
| 182                              | Erlend Blikra                    | 13°                              | 193                           | Jarno Grixa                   | 129°                          | 202                       | Benjamin Boos             | 91°                       |
| 183                              | Stian Fredheim                   | 82°                              | 194                           | Moritz Kärsten                | R                             | 203                       | Moritz Czasa              | R                         |
| 184                              | Marcus Sander Hansen             | 122°                             | 196                           | Tobias Nolde                  | 64°                           | 205                       | Vincent John              | 56°                       |
| 185                              | Niklas Larsen                    | 41°                              | 197                           | Dominik Röber                 | R                             | 207                       | Tobias Müller             | 23°                       |
| 186                              | Søren Wærenskjold                | 83°                              |                               |                               |                               |                           |                           |                           |
| 187                              | Rasmus Bøgh Wallin               | 72°                              |                               |                               |                               |                           |                           |                           |
| Rembe Pro Cycling Team Sauerland | Rembe Pro Cycling Team Sauerland | Rembe Pro Cycling Team Sauerland | Team Lotto Kern-Haus PSD Bank | Team Lotto Kern-Haus PSD Bank | Team Lotto Kern-Haus PSD Bank |                           |                           |                           |
| N°                               | Ciclista                         | Clas.                            | N°                            | Ciclista                      | Clas.                         |                           |                           |                           |
| 211                              | Julian Borresch                  | 63°                              | 221                           | Luca Dreßler                  | 107°                          |                           |                           |                           |
| 212                              | Silas Köch                       | R                                | 222                           | Joshua Huppertz               | 33°                           |                           |                           |                           |
| 213                              | Sebastian Niehues                | R                                | 224                           | Mathieu Kockelmann            | 51°                           |                           |                           |                           |
| 214                              | Jonathan Rottmann                | 126°                             | 225                           | Romet Pajur                   | R                             |                           |                           |                           |
| 215                              | Lukas Van der Valk               | R                                | 226                           | Mil Morang                    | 70°                           |                           |                           |                           |
| 216                              | Tom Van der Valk                 | R                                |                               |                               |                               |                           |                           |                           |
| 217                              | Lennart Voege                    | 125°                             |                               |                               |                               |                           |                           |                           |